# Karakumosa
Genre
Karakumosa est un genre d'araignées aranéomorphes de la famille des Lycosidae.

## Distribution
Les espèces de ce genre se rencontrent en Asie centrale, en Iran, au Caucase, en Russie et en Chine.

## Liste des espèces
Selon World Spider Catalog (version 25.5, 04/10/2024) :
- Karakumosa alticeps (Kroneberg, 1875)
- Karakumosa badkhyzica Logunov & Ponomarev, 2020
- Karakumosa ferganensis Logunov, 2023
- Karakumosa gromovi Logunov & Ponomarev, 2020
- Karakumosa medica (Pocock, 1889)
- Karakumosa ovtchinnikovi Logunov, 2023
- Karakumosa repetek Logunov & Ponomarev, 2020
- Karakumosa reshetnikovi Logunov & Fomichev, 2021
- Karakumosa sarvari Shafaie, Nadolny & Mirshamsi, 2022
- Karakumosa severtsovi Logunov, 2023
- Karakumosa shmatkoi Logunov & Ponomarev, 2020
- Karakumosa sogdiana Logunov, 2024
- Karakumosa tashkumyr Logunov & Ponomarev, 2020
- Karakumosa turanica Logunov & Ponomarev, 2020
- Karakumosa xinjiang Wang, Yang & Zhang, 2023
- Karakumosa yahaghii Shafaie, Nadolny & Mirshamsi, 2022
- Karakumosa zyuzini Logunov & Ponomarev, 2020

## Systématique et taxinomie
Ce genre a été décrit par Logunov et Ponomarev en 2020 dans les Lycosidae.

## Publication originale
- Logunov & Ponomarev, 2020 : « Karakumosa gen. nov., a new Central Asian genus of fossorial wolf spiders (Araneae: Lycosidae: Lycosinae). » Revue Suisse de Zoologie, vol. 127, no 2, p. 275-313.